# 唾液
唾液（だえき、saliva）は、唾液腺から口腔内に分泌される分泌液である。水、電解質、粘液、多くの種類の酵素からなる。ヒトでは、正常なら1日に1-1.5リットル程度（安静時唾液で700-800ミリリットル程度）分泌される。成分の99.5%が水分であり、無機質と有機質が残りの約半分ずつを占める。とくに病的に分泌量の多い場合、流涎症（りゅうぜんしょう）ということがある。
唾液は、耳下腺、舌下腺、顎下腺からなる大唾液腺から9割、残りは口唇や口蓋にある小唾液腺からなり、一般的な大人からは通常一日1.0から1.5リットル分泌される。

## 概要
デンプンをマルトース（麦芽糖）へと分解するアミラーゼを含む消化液として知られる他、口腔粘膜の保護や洗浄、殺菌、抗菌、排泄などの作用を行う。
また緩衝液としてpHが急激に低下しないように働くことで、う蝕（虫歯）の予防も行っている。
スポーツなど運動すると唾液ムチンMUC5Bの濃度が高まり、口の渇きを防ぐ役割があるが唾を飲み込みにくくなる。
空腹時に食物を見て、これを咀嚼した時、粘り気の少ない漿液性の唾液が大量分泌され、これにより食物は湿らされる。このことにより粉砕しやすくなり、食塊の形成や嚥下を容易にする。また、嘔吐の前兆として苦味のある唾液が大量分泌される。これは嘔吐物に水分を補給して排出しやすくするための働きと考えられる。
人体を傷つけたり、苦痛を与えたりせず組織の一部を採取できるため、遺伝子診断・検査に利用されることもある。

## 構成成分

### 無機質
主要成分はNa+、K+、Ca2+、Cl-、HCO3-、無機リン酸であり、この他、Mg2+、亜硝酸イオンやF-が含まれる。

#### 緩衝作用を持つもの
唾液に含まれる重炭酸塩やリン酸塩により、緩衝作用を持つ。

### 有機物

#### 殺菌・抗菌作用を持つもの
唾液に含まれる多くの物質により、殺菌・抗菌作用を持つ。
- リゾチーム[13]:大唾液腺・小唾液腺・歯肉溝浸出液・唾液中白血球より分泌される[14]。
- ラクトフェリン[15]:大唾液腺・小唾液腺より分泌される[14]。
- ヒスタチン[16]
- ペルオキシダーゼ[15]
  - シアロペルオキシダーゼ:耳下腺・顎下腺より分泌される[17]。
  - ミエロペルオキシダーゼ[15]:白血球由来[15]・歯肉溝より分泌される[17]。
- アグルチニン[18]
- ディフェンシン
- 免疫グロブリンIgA[15]
- 免疫グロブリンIgG
- 免疫グロブリンIgM

#### 消化作用を持つもの
唾液に含まれる下記の消化酵素により、消化が行われる。ただし、唾液には蛋白質を分解する酵素は含まれていない。
- プチアリン（アミラーゼ）:耳下腺(80%)・顎下腺(20%)より分泌される。[19]
- マルターゼ
- リパーゼ

### 反射（刺激）唾液
臭いや味覚刺激、口腔内の機械的刺激、温度刺激などによって反射性に分泌される唾液のことである。この反射唾液は脳幹部の支配を受けていると推測されているがなお不明な点が多い。また、反射唾液は加齢による影響を受けにくく、高齢者においても分泌能は良いとされている。

#### その他
プロリンリッチタンパク、スタセリン、シスタチン等が含まれる。

## 役割
消化
プチアリン（ptyalin、唾液アミラーゼ）という消化酵素αアミラーゼを含み、デンプンをマルトースやデキストリンに加水分解を行う。
口腔衛生・消毒
唾液によって食べかすが分解されるとともに、分泌型免疫グロブリンやリゾチーム (殺菌性酵素) 等が含まれ細菌の増加を抑える。
多くの動物に傷を舐める行動が見られ、ある程度は殺菌成分があるものの消毒薬や抗菌薬などには劣り、口腔内細菌も含み微生物感染を起こす可能性があるため傷口を舐めるのは医療関係者は推奨していない。
創傷治癒
ヒスタチンは、抗菌作用を持つとともに、口の中の止血と傷の治りを早くする効果がある。
保湿・嚥下の補助
口腔粘膜を潤し、食物を流体にして食物の嚥下を助ける。
その他
中華料理において燕の巣は食材として使われるが、アナツバメの通常とは異なる唾液から作られる。また赤いものもあるが、これは酸化発酵した結果で血が混ざったものではない。
ヘビ毒は、唾液を作る遺伝子が書き換わった結果生まれたものである。へび以外にも唾液から変化した毒をもつ種は多く、爬虫類ではコモドオオトカゲ、哺乳類ではトガリネズミ、スローロリス、コウモリなどが確認されている。
血を吸う蚊は、刺す前に感覚を麻痺させる唾液を注入する。
人間は、唾液を利用して口噛み酒を製造する。

## 動物の唾液
- イヌなどの汗腺の少ない、もしくは他の汗腺を持たない動物（鳥や爬虫類など）では、汗腺を持つ動物が汗で体温調節を行うのと同様に唾液で体温調節を行っている[30]。（汗腺を持つ動物でもこの作用は持つ。）
- 牛は1日に約100リットルもの唾液を分泌する。

### 人間との関係
イスラム教において、犬の唾液は不浄とされる。

## 唾液関連の病気
唾液分泌量の変化
- 唾液過多症。流涎 - 分泌過多。妊娠時のつわり、胃もたれ、胃炎、胃潰瘍、口内炎などが原因であるが、原因不明の場合もある[32]。
- 口腔乾燥症（ドライマウス） - 分泌が少ない場合に起きる。人工唾液や唾液分泌促進剤が使われる[33]。ストレスや薬の副作用でなる場合がある[34]。
  - シェーグレン症候群 - 唾液の分泌量が低下する。

感染
唾による飛沫感染、接触感染を起こす感染症がある。そのため、感染を確認するサンプルとして唾液が利用される。
また、狂犬病などは、噛まれた際に付着した唾から感染する。
結核の研究が進んでいなかった時代においては、 唾壺（だこ）、痰壺が公共の場に設置され唾吐きが推奨されたが、1940年代以降に感染についての研究と感染経路の知識拡散が進み、多くの国で唾吐きは禁止された。

### 唾液を抑制する薬剤
末梢性抗コリン薬、中枢性抗コリン薬、三環系抗うつ薬，定型抗精神病薬、第1世代抗ヒスタミン薬、利尿薬

### 対策に使われる薬
- 唾液分泌促進薬（英語版） - ドライマウスなどの口内が乾燥する症状に用いられる。臨床の場では、セビメリン塩酸塩水和物とピロカルピン塩酸塩が使われる[39]。
- 唾液分泌抑制薬（英語版） - 気管内チューブが濡れて外れるのを抑制するために用いられる[40]。

## 日本語の用例
唾液は、日本語の話し言葉では唾（つば、つばき）や涎（よだれ、ゆだれ）とも言う。雅語の「つ」に「吐き」で「つばき」で、つばきの口頭語的な表現が「つば」である。また涎は、口から無意識のうちに外部へと流れ出てしまった唾液を指す。また乳児の首に掛けて涎を受け止める布を特によだれかけという。

### 慣用句・比喩表現
- 涎を垂らす（涎が出る）…非常に欲しくてたまらない様子の形容である。
- 唾を付ける
- 眉唾物
- 手に唾する
- 天を仰いで唾する
- 唾棄